# Dinamarca en los Juegos Olímpicos de Pekín 2008
Dinamarca estuvo representada en los Juegos Olímpicos de Pekín 2008 por un total de 85 deportistas que compitieron en 16 deportes.  
El portador de la bandera en la ceremonia de apertura fue el atleta Joachim Olsen.

## Medallistas
El equipo olímpico danés obtuvo las siguientes medallas:
| Nombre                                                                                            | Deporte           | Competición                 |
| ------------------------------------------------------------------------------------------------- | ----------------- | --------------------------- |
| Oro                                                                                               |                   |                             |
| Thomas Ebert Morten Jørgensen Mads Andersen Eskild Ebbesen                                        | Remo              | Cuatro sin timonel (LM4-) M |
| Martin Kirketerp Jonas Warrer                                                                     | Vela              | 49er M                      |
| Plata                                                                                             |                   |                             |
| Casper Jørgensen Jens-Erik Madsen Michael Mørkøv Alex Rasmussen                                   | Ciclismo en pista | Persecución por eqs. M      |
| Kim Wraae Knudsen René Holten Poulsen                                                             | Piragüismo        | K2 1000 m M                 |
| Bronce                                                                                            |                   |                             |
| Anne van Olst (Clearwater) Nathalie zu Sayn-Wittgenstein (Digby) Andreas Helgstrand (Don Schufro) | Hípica            | Doma por eqs.               |
| Lotte Friis                                                                                       | Natación          | 800 m libre F               |
| Rasmus Quist Mads Rasmussen                                                                       | Remo              | Scull doble ligero (LM2x) M |